# Herz-Mariä-Kirche (Międzychód)
Die römisch-katholische Pfarrkirche des Unbefleckten Herzens Mariens (polnisch Kościół Niepokalanego Serca Maryi w Międzychodzie) befindet sich südwestlich der Altstadt von Międzychód (deutsch Birnbaum) im Stadtteil Lipowiec (Lindenstadt) im Powiat Międzychodzki in der Woiwodschaft Großpolen in Polen.

## Bauwerk
Der Bau gilt als einer der merkwürdigsten Sakralbauten des preußischen Baumeisters Karl Friedrich Schinkel, der hier eine Großkirche mit zweigeschossiger Empore entsprechend dem Typ seiner Normalkirche kombiniert hat. Auf die Normalkirche gehen Fensterformen, Eckpfeiler, Giebelwände, Nische, Altarwand und Holztonnengewölbe zurück.
Der rechteckige Putzbau ist an seinen Ecken durch pfeilerartige Elemente betont. Die Längswände des Kirchenschiffs werden durch große Rundbogenfenster fünfachsig gegliedert. Die Schmalseiten durch  Eingangsportal und Lünetten sind einachsig. Die Wandgliederung ist durch schmalen Sockel, durchgehendes Sohlbankgesims, ein Gesims auf Höhe der Bogenkämpfer und ein kräftiges Traufgesims schlicht gestaltet. An der Eingangsfront wird das Portal durch ein Gebälkstück vom Lünettenfenster getrennt, wobei beide durch eine Rahmung auf Pilastern zusammengefasst sind.
Der Turm hat ein Freigeschoss, das als einziges mit einem Kaffgesims vom Schaft geschieden ist. Das Obergeschoss des Turms besitzt je drei gekuppelte Schallarkaden, deren Gestaltung in kleinem Maßstab die Gestaltung der Schiffswände wiederholt.
Im Inneren ist der Bau eine dreischiffige Halle mit Holztonnengewölbe und mit zweifacher Empore auf Holzpfeilern. Heute ist die oberste Empore verglast.

## Geschichte
Die Kirche steht in Zusammenhang mit der „Kolonie Lindenstadt“, die 1816 königlich preußische Staatsdomäne wurde. Da die Kirche seit der  Gegenreformation katholisch war, sollte sie nunmehr wieder den evangelischen Gläubigen als Gotteshaus dienen und entsprechend erneuert werden. Ein erster Entwurf für den Neubau der Kirche wurde von Bauinspektor von Cardinal geschaffen, von Karl Friedrich Schinkel überarbeitet und von 1833 bis 1840 errichtet.